# Oberweihbach
Oberweihbach ist ein Gemeindeteil der Marktgemeinde Weitnau im bayerisch-schwäbischen Landkreis Oberallgäu.

## Geographie
Die Einöde liegt circa fünf Kilometer nordöstlich des Hauptorts Weitnau und nordöstlich von Wengen.

## Ortsname
Der Ortsname stammt vom Gewässernamen Weihbach und bedeutet somit (Siedlung) oberhalb des Weihbach/Weiherbach.

## Geschichte
Der Bach Oberweihbach wurde erstmals im Jahr 1619 als zu Wengen am Weybach erwähnt. Die Siedlung wurde erstmals urkundlich im Jahr 1835 erwähnt. Der Ort war bis zur bayerischen Gebietsreform 1972 Teil der Gemeinde Wengen.